# Communauté de communes Aubrac, Carladez et Viadène
Die Communauté de communes Aubrac, Carladez et Viadène ist ein französischer Gemeindeverband mit der Rechtsform einer Communauté de communes im Département Aveyron in der Region Okzitanien. Sie wurde am 2. November 2016 gegründet und umfasst 21 Gemeinden. Der Verwaltungssitz befindet sich im Ort Laguiole.

## Historische Entwicklung
Der Gemeindeverband entstand mit Wirkung vom 1. Januar 2017 durch die Fusion der Vorgängerorganisationen
- Communauté de communes Aubrac-Laguiole,
- Communauté de communes de l’Argence,
- Communauté de communes du Carladez und
- Communauté de communes de la Viadène.

Der ursprünglich als Communauté de communes Aubrac et Carladez gegründete Verband wurde mit Wirkung vom 1. Januar 2018 auf die aktuelle Bezeichnung umbenannt.

## Mitgliedsgemeinden
| Gemeinde                                           | Einwohner 1. Januar 2022 | Fläche km² | Dichte Einw./km² | Code INSEE | Postleitzahl |
| -------------------------------------------------- | ------------------------ | ---------- | ---------------- | ---------- | ------------ |
| Argences en Aubrac                                 | 1.597                    | 151,78     | 11               | 12223      | 12210, 12420 |
| Brommat                                            | 632                      | 43,28      | 15               | 12036      | 12600        |
| Campouriez                                         | 330                      | 18,38      | 18               | 12048      | 12140        |
| Cantoin                                            | 312                      | 42,37      | 7                | 12051      | 12420        |
| Cassuéjouls                                        | 106                      | 10,35      | 10               | 12058      | 12210        |
| Condom-d’Aubrac                                    | 289                      | 46,08      | 6                | 12074      | 12470        |
| Curières                                           | 214                      | 36,06      | 6                | 12088      | 12210        |
| Florentin-la-Capelle                               | 281                      | 36,80      | 8                | 12103      | 12140        |
| Huparlac                                           | 252                      | 24,70      | 10               | 12116      | 12460        |
| Lacroix-Barrez                                     | 531                      | 28,01      | 19               | 12118      | 12600        |
| Laguiole                                           | 1.215                    | 63,06      | 19               | 12119      | 12210        |
| Montézic                                           | 226                      | 18,87      | 12               | 12151      | 12460        |
| Montpeyroux                                        | 519                      | 61,71      | 8                | 12156      | 12210        |
| Mur-de-Barrez                                      | 685                      | 20,18      | 34               | 12164      | 12600        |
| Murols                                             | 102                      | 13,90      | 7                | 12166      | 12600        |
| Saint-Amans-des-Cots                               | 732                      | 41,51      | 18               | 12209      | 12460        |
| Saint-Chély-d’Aubrac                               | 517                      | 78,65      | 7                | 12214      | 12470        |
| Saint-Symphorien-de-Thénières                      | 219                      | 31,63      | 7                | 12250      | 12460        |
| Soulages-Bonneval                                  | 302                      | 15,16      | 20               | 12273      | 12210        |
| Taussac                                            | 508                      | 39,30      | 13               | 12277      | 12600        |
| Thérondels                                         | 359                      | 38,47      | 9                | 12280      | 12600        |
| Communauté de communes Aubrac, Carladez et Viadène | 9.928                    | 860,25     | 12               | –          | –            |